# Héctor Mendoza
Héctor Mendoza Franco (* 10. Juli 1932 in Apaseo, Guanajuato; † 29. Dezember 2010) war ein mexikanischer Drehbuchautor, Dramaturg, Theaterdirektor und -regisseur sowie Hochschullehrer.

## Biografie
Mendoza studierte Politik- und Sozialwissenschaften, Spanische Literatur und Theaterwissenschaften an der Fakultät für Philosophie und Geisteswissenschaften der Universidad Nacional Autónoma de México (UNAM) und besuchte von 1957 bis 1959 als Stipendiat der Rockefeller-Stiftung die Theaterschule der Yale University. Weitere Stipendien erhielt er 1953/1954 und 1963/1964 vom Centro Mexicano de Escritores und 1993/1994 aus dem Fondo Nacional para la Cultura y las Artes (FONCA).
Mendoza lehrte am universitären Theaterzentrum der Universidad Nacional Autónoma de México (UNAM) und an der Theaterkunstschule des Instituto Nacional de Bellas Artes (INBA).
Er wurde mehrfach ausgezeichnet, unter anderem mit dem mexikanischen Kunstnationalpreis (Premio Nacional de Artes) im Jahr 1995 und dem Salvador-Novo-Preis. Seit 1994 ist er Mitglied des Sistema Nacional de Creadores de Arte (SNCA).